# Liste der Bodendenkmäler in Rimbach (Oberpfalz)
Auf dieser Seite sind die Bodendenkmäler in der Oberpfälzer Gemeinde Rimbach zusammengestellt. Diese Tabelle ist eine Teilliste der Liste der Bodendenkmäler in Bayern. Grundlage ist die Bayerische Denkmalliste, die auf Basis des Bayerischen Denkmalschutzgesetzes vom 1. Oktober 1973 erstmals erstellt wurde und seither durch das Bayerische Landesamt für Denkmalpflege geführt wird. Die folgenden Angaben ersetzen nicht die rechtsverbindliche Auskunft der Denkmalschutzbehörde.

## Bodendenkmäler der Gemeinde Rimbach

### Bodendenkmäler in der Gemarkung Hoher Bogen
| Lage                   | Objekt                                                                     | Akten-Nr.     | Bild |
| ---------------------- | -------------------------------------------------------------------------- | ------------- | ---- |
| Hoher Bogen (Standort) | Mittelalterlicher Burgstall Hoher Bogen. Siehe auch: Burgstall Hoher Bogen | D-3-6743-0006 |      |

### Bodendenkmäler in der Gemarkung Rimbach
| Lage               | Objekt | Akten-Nr.     | Bild |
| ------------------ | --- | ------------- | ---- |
| Rimbach (Standort) | Mittelalterlicher Erdstall. | D-3-6743-0010 |      |
| Rimbach (Standort) | Archäologische Befunde des Mittelalters und der frühen Neuzeit im Bereich des ehemaligen Schlosses in Lichteneck. | D-3-6743-0035 |      |
| Rimbach (Standort) | Archäologische Befunde des Mittelalters und der frühen Neuzeit im Bereich der Katholischen Pfarrkirche St. Michael in Rimbach, darunter die Spuren von Vorgängerbauten bzw. älterer Bauphasen. Siehe auch: St. Michael (Rimbach) | D-3-6743-0037 |      |
| Rimbach (Standort) | Mittelalterlicher Turmhügel. Siehe auch: Turmhügel Aignhof | D-3-6743-0096 |      |
| Rimbach (Standort) | Mittelalterlicher Erdstall, archäologische Befunde des mittelalterlichen Wirtschaftshofes der Burg Aignhof. Siehe auch: Turmhügel Aignhof                                                                                        | D-3-6743-0097 |      |

### Bodendenkmäler in der Gemarkung Thenried
| Lage                | Objekt | Akten-Nr.     | Bild |
| ------------------- | --- | ------------- | ---- |
| Thenried (Standort) | Archäologische Befunde im Bereich der mittelalterlichen Burgruine Lichteneck. Siehe auch: Burg Lichteneck (Oberpfalz) | D-3-6743-0008 |      |